# El Samurai
Osamu Matsuda (* 19. April 1966 in Hanamaki), besser bekannt unter dem Namen El Samurai, ist ein japanischer Wrestler, der seit April 1985 im New Japan Pro-Wrestling (NWPW) aktiv ist.

## Wrestlingkarriere
Im Juli 1986 debütierte Matsuda bei New Japan Pro Wrestling (kurz NJPW) in einem Match gegen Yuji Funaki. Im März 1991 ging er nach Mexiko und bekam dort das Gimmick des maskierten El Samurai. Anfang 1992 kam er zu NJPW zurück und gewann dort im Juni nach einem Sieg gegen Jushin Thunder Liger den IWGP Jr. Heavyweight Title. Danach hielt er noch weitere Titel und wurde einer der erfolgreichsten New Japan Juniors der 1990er.
Nachdem Matsuda 1997 ein neues Ringkostüm bekommen hatte, gewann er das Best of the Super Jr.-Turnier und im Juni die J-Crown Championship von Liger. Im April 2004 demaskierte sich El Samurai seit mehreren Jahren wieder für ein Match gegen Osamu Nishimura und trat dabei unter seinem bürgerlichen Namen auf. Die größeren Erfolge blieben in den letzten Jahren zwar aus, trotzdem zeigt er immer noch gute Matches und ist ein harter Worker. Er führte die jüngeren Mitglieder der Junior Sekigun ab 2007 in einer Unterfraktion, dem Samurai Gym, an.

## Titel
- UWA World Middleweight Title
- WAR International Junior Heavyweight Tag Team Titles (mit Jushin Thunder Liger)
- British Commonwealth Jr. Heavyweight Title
- J-CROWN Octuple Unified Title
- NWA World Jr. Heavyweight Title
- NWA World Welterweight Title
- 2* UWA World Jr. Light Heavyweight Title
- 3 * WWA World Jr. Light Heavyweight Title
- 2 * WWF World Light Heavyweight Title
- 2* IWGP Jr. Heavyweight Title
- IWGP Jr. Heavyweight Tag Team Titles (mit Jushin Thunder Liger)
- IWGP Jr. Heavyweight Tag Team Titles (mit Ryusuke Taguchi)